# Carinata nigropictura
Carinata nigropictura är en insektsart som beskrevs av Li och Webb 1996. Carinata nigropictura ingår i släktet Carinata och familjen dvärgstritar. Inga underarter finns listade i Catalogue of Life.